# Roger Loysch (Radsportler, 1951)
Roger Loysch (* 13. November 1951 in Houthalen-Helchteren) ist ein ehemaliger belgischer Radrennfahrer.

## Sportliche Laufbahn
Loysch war im Straßenradsport aktiv. Als Amateur wurde er 1973 im Grand Prix Guillaume Tell beim Sieg von Guy Leleu Fünfter. 1974 wurde er Berufsfahrer. Seinen ersten Vertrag als Profi hatte er im Radsportteam Miko-de Gribaldy-Superia. Er blieb bis 1978 als Profi aktiv.
Als Profi gewann Loysch 1975 das Eintagesrennen Grand Prix de Printemps. Die Tour de France bestritt er dreimal. 1976 wurde er 82., 1977 53. der Gesamtwertung, 1975 war er ausgeschieden. In der Vuelta a España war er viermal am Start. Der 42. Platz 1975 war sein bestes Resultat im Endklassement.
Er ist mit dem gleichnamigen Radrennfahrer Roger Loysch (* 1948) nicht verwandt.